# قلعه امیرساسان
قلعه امیرساسان در شهرستان رضوانشهر، روستای بیاچال واقع شده و این اثر در تاریخ ۲۷ بهمن ۱۳۸۲ با شمارهٔ ثبت ۱۰۹۳۷ به‌عنوان یکی از آثار ملی ایران به ثبت رسیده است.